# Hällan (naturreservat)
Hällan är ett naturreservat i Åre kommun i Jämtlands län.
Området är naturskyddat sedan 2012 och är 150 hektar stort. Reservatet gränsar i nordost till Magnustjärnen och består mest av gran- och tallskog.